# 刘世熠
刘世熠（1926年—），神经药物学、生理学、心理学家。中国睡眠学的先驱。
刘世熠先生1954年毕业于南京大学心理学系，1958获苏联科学院博士学位。历任中科院生理所研究组负责人、教授，西德科学院和瑞典皇家科学院诺贝尔神经生物所客座教授。亚洲睡眠研究会副主席、世界睡眠研究组织委员。1993年中国睡眠研究会成立，担任理事长。2004年担任第四届亚洲睡眠大会主席。